# Aden Abdullah Osman Daar

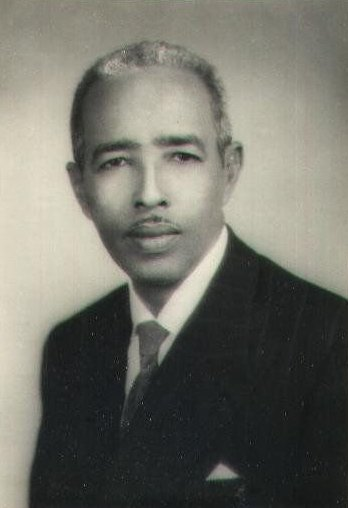
Aden Abdullah Osman Daar

Aden Abdullah Osman Daar (Somali Aadan Cabdulle Cismaan Dacar, arabisch آدم عبد الله عثمان دعر; * 9. Dezember 1908 in Beledweyne; † 8. Juni 2007 in Nairobi), auch Aden Adde genannt, war von 1960 bis 1967 erster Präsident von Somalia.

## Frühe Jahre
Osman stammte aus einer armen Familie vom Clan der Hawiya in der Stadt Beledweyne im damaligen Italienisch-Somaliland. Als er 14 Jahre alt war, kümmerte sich ein Italiener um ihn und gab ihm Unterricht. 1929 wurde er von der italienischen Verwaltung angestellt. Dort arbeitete er, bis er 1941 ein Geschäft in seinem Heimatort eröffnete.

## Politiker
1944 trat er der 1943 nach der Eroberung Somalilands durch Großbritannien gegründeten Partei Somalische Jugendliga (SYL) bei. Im Gegensatz zu deren Führer Haji Mohammed Hussein setzte er auf eine gute Zusammenarbeit mit den Briten und den 1950 als Treuhandverwalter zurückgekehrten Italienern. 1951 wurde Osman Mitglied des Territorialrates und 1953 dessen Vizepräsident. Hussein ging 1953 nach Kairo und Osman übernahm gemeinsam mit Abdullahi Issa die Führung der SYL. Von 1954 bis 1956 war er deren Präsident, bevor er 1956 nach Wahlen Präsident des Legislativrates wurde. Als Hussein 1958 die SYL verließ, um eine neue Partei zu gründen, wurde Osman wieder SYL-Vorsitzender.

## Präsident
Am 26. Juni 1960 wurde Britisch-Somaliland unabhängig, am 1. Juli 1960 auch der italienische Teil. Osman wurde erster Präsident der aus beiden Teilen bestehenden Republik Somalia. Er galt als gemäßigter und besonnener Politiker, der allerdings unter dem Druck einer starken nationalistischen Strömung im Land zumindest rhetorisch eine aggressive Außenpolitik vertreten musste.
Da sich die territorialen Forderungen Somalias (siehe Groß-Somalia) gleichzeitig gegen Äthiopien, Kenia und Französisch-Somaliland richteten, war das Land in der Region rasch isoliert. Osman setzte auf gute Beziehungen zur Sowjetunion und geriet darüber mit seinem Premierminister Abdirashid Ali Shermarke in Konflikt, den er 1964 entließ. 1965 traf er anlässlich eines Staatsbesuches in der BRD Bundespräsident Heinrich Lübke und Bundeskanzler Ludwig Erhard. Am 10. Juni 1967 wurde er nach verlorenen Präsidentschaftswahlen von Shermarke als Präsident abgelöst. Der Verfassung entsprechend erhielt er einen Sitz auf Lebenszeit in der Nationalversammlung. Er verließ bis kurz vor seinem Tod nie das Land.
Unter der autoritären Regierung Siad Barres wurde er zeitweise inhaftiert.
Nach dem Fall der Regierung 1991 lebte Osman auf seiner Farm in Jenale in Südsomalia. Am 19. Mai 2007 wurde gemeldet, Osman liege in Nairobi, wohin er sich zwecks medizinischer Behandlung begeben hatte, in kritischem Zustand im Koma. Am 8. Juni 2007 verstarb er im Krankenhaus. Er wurde in Mogadischu begraben, der Flughafen Mogadischu wurde zu seinen Ehren in Aden Adde International Airport umbenannt.

## Auszeichnungen
- 1963: Großkreuz des Verdienstordens der Italienischen Republik
- 1965: Bayerischer Verdienstorden[4]